# Anita Gutiérrez
Anita Gutiérrez (Buenos Aires, Argentina) es una actriz argentina.

## Carrera
En 2010 interpreta Sara en la serie de televisión Casi ángeles. En 2011 participa en la película "Revolución: El cruce de los Andes" (Film de Leandro Ipiña), acompañada por Rodrigo de la Serna. Ese mismo año se suma al elenco de la telenovela Herederos de una venganza, en donde interpreta a Estrella Azul. 
A fines de 2012 se suma al elenco de la tira Qitapenas -comedia musical estrenada en 2013-, en donde interpreta a Majo Romanutti.

## Televisión
| Año       | Ficción                   | Canal    | Personaje                   |
| --------- | ------------------------- | -------- | --------------------------- |
| 2010      | Casi ángeles              | Telefe   | Sara                        |
| 2011-2012 | Herederos de una venganza | Canal 13 | Estrella Azul               |
| 2013      | Qitapenas                 | Telefe   | María José 'Majo' Romanutti |
| 2013      | Taxxi, amores cruzados    | Telefe   | Participación               |
| 2015      | Esperanza mía             | Canal 13 | Ines                        |

## Cine
| Año  | Película                          | Personaje                         | Dirección     |
| ---- | --------------------------------- | --------------------------------- | ------------- |
| 2011 | Revolución: El cruce de los Andes | María de los Remedios de Escalada | Leandro Ipiña |

## Teatro
| Año  | Obra        | Director              | Teatro |
| ---- | ----------- | --------------------- | ------ |
| 2021 | Los Bonobos | teatro Lola Membrives |        |

## Videoclips
| Año  | Canción           | Intérprete  |
| ---- | ----------------- | ----------- |
| 2007 | Una Chica De Ayer | Inmigrantes |